# 贝特拉
贝特拉，是西班牙巴伦西亚自治区巴伦西亚省的一个市镇。总面积76平方公里，总人口15238人（2001年），人口密度201人/平方公里。